# Перелюбська сільська рада
Пере́любська сільська́ ра́да — адміністративно-територіальна одиниця та орган місцевого самоврядування в Корюківському районі Чернігівської області. Адміністративний центр — село Перелюб.

## Загальні відомості
Перелюбська сільська рада утворена у 1920 році.
- Територія ради: 59,55 км²
- Населення ради: 935 осіб (станом на 2001 рік)

## Населені пункти
Сільській раді підпорядковані населені пункти:
- с. Перелюб
- с. Баляси

## Склад ради
Рада складається з 12 депутатів та голови.
- Голова ради: Салівон Сергій Миколайович
- Секретар ради: Надточій Людмила Володимирівна

### Керівний склад попередніх скликань
| Прізвище, ім'я, по батькові | Основні відомості                                                                       | Дата обрання | Дата звільнення |
| --------------------------- | --------------------------------------------------------------------------------------- | ------------ | --------------- |
| Салівон Сергій Миколайович  | Сільський голова, 1959 року народження, освіта середня спеціальна, член Народної партії | 26.03.2006   | 31.10.2010      |
| Салівон Сергій Миколайович  | Сільський голова, 1959 року народження, освіта середня спеціальна, член Народної партії | 31.10.2010   |                 |

Примітка: таблиця складена за даними сайту Верховної Ради України

### Депутати
За результатами місцевих виборів 2010 року депутатами ради стали:

#### За суб'єктами висування
| Суб'єкт висування | Кількість обраних депутатів | %    |
| ----------------- | --------------------------- | ---- |
| Партія регіонів   | 8                           | 66,7 |
| Народна партія    | 3                           | 25   |
| Самовисування     | 1                           | 8,3  |

#### За округами
| № округу        | Прізвище, ім'я, по батькові     | Дата визнання обраним | Освіта  | Партійна приналежність | Відомості про обраного депутата              |
| --------------- | ------------------------------- | --------------------- | ------- | ---------------------- | -------------------------------------------- |
| Народна Партія  |                                 |                       |         |                        |                                              |
| 3               | Надточій Людмила Володимирівна  | 01.11.2010            | вища    | позапартійна           | Сільська рада, секретар виконкому            |
| 9               | Іваненко Василь Володимирович   | 01.11.2010            | середня | позапартійний          | загальноосвітня школа І-ІІІ ст., бібліотекар |
| 11              | Борисенко Лідія Сергіївна       | 01.11.2010            | вища    | позапартійна           | загальноосвітня школа І-ІІІ ст., вчитель     |
| Партія регіонів |                                 |                       |         |                        |                                              |
| 1               | Дуденко Анатолій Семенович      | 01.11.2010            | середня | член Партії регіонів   | Корюківка РЕМ, електрик                      |
| 2               | Кобець Валентина Іванівна       | 01.11.2010            | середня | позапартійна           | тимчасово не працює                          |
| 5               | Лашко Валентина Михайлівна      | 01.11.2010            | вища    | позапартійна           | Лікарська амбулаторія, медична сестра        |
| 6               | Євменова Надія Петрівна         | 01.11.2010            | вища    | член Партії регіонів   | тимчасово не працює                          |
| 7               | Смальоха Валентина Михайлівна   | 01.11.2010            | вища    | позапартійна           | ПП «Руно Полісся», зоотехнік                 |
| 8               | Федченко Надія Петрівна         | 01.11.2010            | вища    | позапартійна           | пенсіонер                                    |
| 10              | Смальоха Володимир Петрович     | 01.11.2010            | середня | позапартійний          | пенсіонер                                    |
| 12              | Ющенко Дмитро Олександрович     | 01.11.2010            | середня | позапартійний          | Лісництво, майстер                           |
| Самовисування   |                                 |                       |         |                        |                                              |
| 4               | Барабаш Олександр Олександрович | 01.11.2010            | середня | позапартійний          | Лікарська амбулаторія, водій                 |